# Prima Categoria Liguria 1966-1967
Il campionato di calcio di Prima Categoria 1966-1967 è stato il V livello del campionato italiano. A carattere regionale, fu l'ottavo campionato dilettantistico con questo nome dopo la riforma voluta da Zauli del 1958.
Questi sono i gironi organizzati dal Comitato Regionale Ligure per la regione Liguria.

## Girone A

### Squadre partecipanti
| Squadra                    | Città (provincia)             | Stagione precedente |
| -------------------------- | ----------------------------- | ------------------- |
| S.S. Argentina             | Arma di Taggia (IM)           |                     |
| U.S. Cairese               | Cairo Montenotte (SV)         |                     |
| A.S. Campese               | Campo Ligure (GE)             |                     |
| U.S. Finale Ligure         | Finale Ligure (SV)            |                     |
| U.S. Gagliardi Loanesi     | Loano (SV)                    |                     |
| Pol. Nolese                | Noli (SV)                     |                     |
| U.S. Pontedecimo           | Genova (Quart. Pontedecimo)   |                     |
| U.S. Rossiglionese         | Rossiglione                   |                     |
| U.S. Sampierdarenese 1946  | Genova (Quart. Sampierdarena) |                     |
| F.S. Sestrese              | Ge-Sestri Ponente             |                     |
| Pol. Spotornese Sez.Calcio | Spotorno (SV)                 |                     |
| F.C. Vado                  | Vado Ligure (SV)              |                     |
| F.B.C. Varazze             | Varazze (SV)                  |                     |
| F.B.C. Veloce              | Savona (SV)                   |                     |
| U.S. Ventimigliese         | Ventimiglia (IM)              |                     |
| S.C. Villetta              | Savona                        |                     |

### Classifica finale
|  | Pos. | Squadra              | Pt  | G   | V   | N   | P   | GF  | GS    | DR  |
|  | ---- | -------------------- | --- | --- | --- | --- | --- | --- | ----- | --- |
|  | 1.   | Sestrese             | 54  | 30  | 25  | 4   | 1   | 81  | 25    | +56 |
|  | 2.   | Varazze              | 50  | 30  | 24  | 2   | 4   | 62  | 20    | +42 |
|  | 3.   | Campese              | 41  | 30  | 18  | 5   | 7   | 46  | 23    | +23 |
|  | 4.   | Vado                 | 40  | 30  | 17  | 6   | 7   | 39  | 18    | +21 |
|  | 5.   | Spotornese           | 34  | 30  | 12  | 10  | 8   | 38  | 29    | +9  |
|  | 5.   | Finale               | 34  | 30  | 14  | 6   | 10  | 37  | 33    | +4  |
|  | 7.   | Veloce Savona        | 32  | 30  | 11  | 10  | 9   | 37  | 32    | +5  |
|  | 8.   | Loanesi              | 27  | 30  | 9   | 9   | 12  | 27  | 35    | -8  |
|  | 9.   | Cairese              | 24  | 30  | 5   | 14  | 11  | 30  | 40    | -10 |
|  | 10.  | Pontedecimo          | 23  | 30  | 7   | 9   | 14  | 24  | 35    | -11 |
|  | 11.  | Sampierdarenese 1946 | 22  | 30  | 5   | 12  | 13  | 23  | 42    | -19 |
|  | 12.  | Nolese               | 20  | 30  | 4   | 12  | 14  | 23  | 36    | -13 |
|  | 12.  | Argentina            | 20  | 30  | 3   | 14  | 13  | 25  | 42    | -17 |
|  | 12.  | Villetta             | 20  | 30  | 7   | 6   | 17  | 21  | 49    | -28 |
|  | 15.  | Ventimigliese        | 20  | 30  | 6   | 8   | 16  | 27  | 54    | -27 |
|  | 16.  | Rossiglionese        | 19  | 30  | 5   | 9   | 16  | 25  | 46    | -21 |
|  |      |                      | 480 | 480 | 172 | 136 | 172 | 565 | 559 ? | 0   |

Legenda:
      Promosso in Serie D 1967-1968.
      Retrocesso in Seconda Categoria.
Regolamento:
Due punti a vittoria, uno a pareggio, zero a sconfitta.

## Girone B

### Squadre partecipanti
| Squadra                           | Città (provincia)                   | Stagione precedente |
| --------------------------------- | ----------------------------------- | ------------------- |
| A.S. A.N.P.I. Sport E. Casassa    | Genova                              |                     |
| A.C. Arsenalspezia                | La Spezia                           |                     |
| Pol. Carlo Grasso                 | Rapallo (GE)                        |                     |
| Centrale del Latte                | Genova                              |                     |
| U.S. Don Bosco                    | Genova (Quart. Sampierdarena)       |                     |
| Fulgorcavi                        | Uscio (GE)                          |                     |
| U.S. Lavagnese                    | Lavagna (GE)                        |                     |
| S.C. Ligorna Vivaldi              | Genova                              |                     |
| S.C. Molassana Boero              | Genova (Quart. Molassana)           |                     |
| A.C. Nuova Corte                  | Santa Margherita Ligure (GE)        |                     |
| A.S. Ponte Carrega                | Genova (Quart. Molassana)           |                     |
| U.S. Quezzi Canevello             | Genova (Quart. Quezzi)              |                     |
| S.C. Riva Trigoso                 | Riva Trigoso di Sestri Levante (GE) |                     |
| A.C. Sammargheritese              | Santa Margherita Ligure (GE)        |                     |
| U.S. Sant'Agostino di Sant'Olcese | Sant'Olcese (GE)                    |                     |
| S.S. Vigili Urbani                | Genova                              |                     |

### Classifica finale
|  | Pos. | Squadra                   | Pt  | G   | V   | N   | P   | GF  | GS  | DR  |
|  | ---- | ------------------------- | --- | --- | --- | --- | --- | --- | --- | --- |
|  | 1.   | Ligorna Vivaldi           | 44  | 30  | 19  | 6   | 5   | 33  | 12  | +21 |
|  | 2.   | Lavagnese                 | 40  | 30  | 16  | 8   | 6   | 44  | 20  | +24 |
|  | 3.   | S.Agostino di S.Olcese    | 38  | 30  | 14  | 10  | 6   | 53  | 22  | +31 |
|  | 4.   | Arsenalspezia             | 35  | 30  | 14  | 7   | 9   | 37  | 31  | +6  |
|  | 4.   | Vigili Urbani Genova      | 35  | 30  | 12  | 11  | 7   | 30  | 30  | 0   |
|  | 6.   | Fulgorcavi                | 33  | 30  | 11  | 11  | 8   | 37  | 24  | +13 |
|  | 6.   | Don Bosco                 | 33  | 30  | 11  | 11  | 8   | 46  | 38  | +8  |
|  | 8.   | Sammargheritese           | 32  | 30  | 11  | 10  | 9   | 30  | 27  | +3  |
|  | 9.   | Molassana Boero           | 31  | 30  | 10  | 11  | 9   | 31  | 24  | +7  |
|  | 10.  | Centrale del Latte        | 27  | 30  | 8   | 11  | 11  | 27  | 34  | -7  |
|  | 11.  | Carlo Grasso              | 25  | 30  | 10  | 5   | 15  | 24  | 39  | -15 |
|  | 12.  | Ponte Carrega             | 24  | 30  | 7   | 10  | 13  | 29  | 45  | -16 |
|  | 13.  | A.N.P.I. Sport E. Casassa | 23  | 30  | 8   | 7   | 15  | 28  | 43  | -15 |
|  | 13.  | Quezzi Canevello          | 23  | 30  | 6   | 11  | 13  | 22  | 40  | -18 |
|  | 15.  | Nuova Corte               | 19  | 30  | 5   | 9   | 16  | 16  | 37  | -21 |
|  | 16.  | Riva Trigoso              | 18  | 30  | 4   | 10  | 16  | 20  | 41  | -21 |
|  |      |                           | 480 | 480 | 166 | 148 | 166 | 507 | 507 | 0   |

Legenda:
      Promosso in Serie D 1967-1968.
      Retrocesso in Seconda Categoria.
Regolamento:
Due punti a vittoria, uno a pareggio, zero a sconfitta.

### Libri
- Annuario F.I.G.C. 1966-1967, Roma (1967) conservato presso tutti i Comitati Regionali F.I.G.C.-L.N.D., la Lega Nazionale Professionisti e la Biblioteca Nazionale Centrale di Firenze.

### Giornali
- La Gazzetta del Lunedì, anno 1967.
- Il Corriere Mercantile, anno 1967.
- Archivio della Gazzetta dello Sport, anni 1966 e 1967, consultabile presso le Biblioteche:
  - Biblioteca Nazionale Braidense di Milano;
  - Biblioteca Nazionale Centrale di Firenze;
  - Biblioteca Nazionale Centrale di Roma;
  - Biblioteca Civica Berio di Genova;
  - e presso Emeroteca del C.O.N.I. di Roma (non è online ma è da consultare in sede).